# Charlotte Müller (Pädagogin)
Charlotte Müller (* 5. Juni 1893 in Frankfurt am Main; † 26. März 1972 in Berlin) war eine Pädagogin, Publizistin und Schuldirektorin sowie eine bekannte Vertreterin der Arbeitspädagogik Hugo Gaudigs.

## Familie
Sie war die einzige Tochter des Werftdirektors Paul Müller und seiner Ehefrau Johanna, geborene Geest. Ihre Kindheit verlebte sie in Leipzig, wohin die Mutter nach dem frühzeitigen Tod des Vaters gezogen war.
Charlotte Müller blieb unverheiratet und hatte keine Kinder.

## Werdegang
Nach privatem Unterricht und dem Besuch der Höheren Bürgerschule wechselte sie an die von Hugo Gaudig geleitete Höhere Mädchenschule in Leipzig. Anschließend trat sie in das der Schule angegliederte und ebenfalls von Gaudig geleitete Lehrerinnenseminar ein, wo sie sich die pädagogischen Ideen Gaudigs in besonderer Weise zu eigen machte. 1912 bestand sie ihr Examen und unterrichtete anfangs als Aushilfslehrerin an verschiedenen Volksschulen in Leipzig und in Sachsen. Nach Ablegung der Wahlfähigkeitsprüfung im Jahre 1916 wurde die einstige Meisterschülerin von Hugo Gaudig als Vorklassenlehrerin für seine Schule verpflichtet. 1921 veröffentlichte Charlotte Müller im renommierten Leipziger Verlag Julius Klinkhardt ihr Erstlingswerk „Vom Deutschunterricht an der Arbeitsschule“, das 1961 seine 7., neubearbeitete Auflage erfuhr. In den folgenden Jahren führten sie über 100 Vortragsreisen über die reformpädagogischen Methoden Gaudigs durch ganz Deutschland, das Baltikum sowie nach Dänemark und Österreich. 1928 folgte sie einem Ruf als Dozentin an das Pädagogische Institut der Universität Leipzig. Als sie bemerkte, dass man dort ihren reformpädagogischen Prinzipien mehrheitlich distanziert gegenüberstand, kehrte sie schon bald an die Gaudigschule zurück und schlug fortan alle weiteren beruflichen Angebote – etwa die Versetzung als Schulrätin nach Breslau oder einen Lehrauftrag an der Lehrerbildungsanstalt in Riga – aus. Am 14. Juni 1939 beantragte sie die Aufnahme in die NSDAP und wurde zum 1. März 1940 aufgenommen (Mitgliedsnummer 7.535.546). Dies führte nach 1945 zu ihrer Entlassung aus dem Schuldienst in der Sowjetischen Besatzungszone. Ihren Lebensunterhalt sicherte sie sich zunächst mit Privatstunden und durch den Verkauf von Aquarellmalereien. 1950 legte sie eine Prüfung als wissenschaftliche Graphologin an der Universität Leipzig ab. 1951 erhielt sie das Angebot, in den Schuldienst nach West-Berlin zu wechseln. Am 1. Oktober 1954 wurde sie zur Rektorin der heutigen Hugo-Gaudig-Schule in Berlin-Tempelhof ernannt, an der sie die reformpädagogischen Methoden Hugo Gaudigs etablierte. Darüber hinaus war Charlotte Müller in Berlin am Schulpraktischen Seminar, beim Landesprüfungsamt und als Dozentin für Deutschunterricht an der Pädagogischen Hochschule tätig, wo sie u. a. für eine Intensivierung des Didaktikums durch einen gezielten Ausbau der Kooperation mit den Lehrkräften an Grund- und Hauptschulen eintrat. In zahlreichen Vorträgen, Hörfunkbeiträgen, Lektionen und Diskussionen sowie in Büchern und Zeitungsartikeln suchte sie die Gaudigschen Prinzipien der Persönlichkeitserziehung und seine Leitgedanken einer freien geistigen Schularbeit weiterzuentwickeln. „Unbeirrbar in den überzeitlichen Prinzipien, aufgeschlossen dem Neuen, sofern es dem Menschen dient und nicht konstruiert ist, so rettet Lotte Müller das pädagogische Erbe des Gaudigkreises als Beispiel für eine Schule demokratischer Lebensform.“ 1958 trat sie in den gesetzlichen Ruhestand, war aber noch bis 1963 als Dozentin an der Pädagogischen Hochschule Berlin und bis zu ihrem Tod 1972 publizistisch tätig.

## Auszeichnungen
In Anerkennung ihrer um Staat und Volk erworbenen besonderen Verdienste erhielt Charlotte Müller am 13. März 1961 das Verdienstkreuz am Bande des Verdienstordens der Bundesrepublik Deutschland.

## Monografien
- Vom Deutschunterricht in der Arbeitsschule, Leipzig 1921 (7. Aufl. 1961).
- Deutsche Sprachkunde, Leipzig 1923 (4. Aufl. 1932).
- Einstellung auf freie geistige Schularbeit, Leipzig 1927 (4. Aufl. 1951: Umstellung auf freie geistige Schularbeit).
- Von freier Schülerarbeit, Leipzig 1928 (2. Aufl. 1932).
- Unsere deutsche Sprache, Arbeitshefte für den deutschen Sprachunterricht, 1929 (7. Aufl. 1954, Grundschulhefte).
- Schreiberziehung, pädagogisch und graphologisch betrachtet, Berlin 1951.
- Lehrpraktische Analysen, Stuttgart 1960.
- Hugo Gaudig, Die Schule der Selbsttätigkeit, Bad Heilbrunn 1963 (2. Aufl. 1969).

## Aufsätze in pädagogischen Zeitschriften (Auswahl)
- Berliner Lehrerzeitung: Zum Tode Otto Scheibners, 2/1962; Wandel des Unterrichtsstils, 7/1962; Schreiberziehung, 10/1962; Spracherziehung, 6/1963; Lehrmaschinen, 18–19/1963.
- Die Berliner Schule: Wann endlich innere Schulreform?, 9/1961; Vorbereitung des Lehrers auf den arbeitsbetonten Unterricht, 3/1962; Erziehung zum Unterrichtsgespräch, 4/1962; Das pädagogische Erbe der zwanziger Jahre, 5/1962; Dem Einzelschüler gerecht werden und zur Gemeinschaft erziehen, 6/1962; Haushalten mit Unterrichtszeit, 9/1962; Kompromiß zwischen Lernschule und Arbeitsschule, 4/1963; Das Lernen lernen, 5–6/1963; Wie eine innere Schulreform wurde, 9/1963; Schulwissen und Bildung, 10/1963; Die Schulklasse – ein soziales Gebilde, 12/1963.
- Die deutsche Schule: Programmierter Unterricht, 4/1965.
- Die neue Schulpraxis (St. Gallen): Zur Frage der Gruppenarbeit, 5/1933.
- Die pädagogische Provinz: Hugo Gaudig, 8/1953.
- Die Realschule: Offener Brief zum Strukturplan, 3/1971.
- Die Scholle: Der Lehrer im freien Klassengespräch, 6/1929.
- Die Schule: Schule in Not, 3/1963; Schlermoral, 3/1965; Vom Wert des unmittelbaren Erlebens, 9/1965; Erziehung in Freiheit – Erziehung zur Freiheit, 10/1966.
- Elternblatt: Hilfe beim Aufsatz, 7/1957.
- Lebendige Schule: Phasen der Erziehung zur Selbsttätigkeit, 11/1964; Das Mittelwort, 6/1965; Jahrgangsklassen oder Leistungsgruppen?, 3/1966; Erziehung zum Zeitunglesen, 6/1966.
- Lehrer und Schule: Hugo Gaudig im Urteil seiner und unserer Zeitgenossen, 6/1965; Erziehen unsere Schulen zur Demokratie?, 1–2/1966; Zur Frage der Schülerbeurteilung, 7–8/1967; Vom Schwinden der Autorität, 2/1968; Zur Frage des Frühlesens und anderer Reformen, 6/1969; Auf dem Weg zu einer neuen Schule?, 9–10/1969; Der Strukturplan für das Bildungswesen aus pädagogischer Sicht, 11–12/1970; Die Gefahrenmarke am Bildungspegel ist erreicht, 7–8/1971; Innere Schulreform – Die Gaudigschule als Beispiel, 8 Folgen, 1967–1970.
- Neue Zürcher Zeitung: Vom Sinn der Neuen Schule (Sonderdruck).
- Pädagogische Blätter: Freitätigkeit und Bindung, 13–14/1951.
- Vom Fehler in der Schule. Schweizerische Lehrerinnen-Zeitung, 7/1963.
- Schweizer Lehrerzeitung: Gegen eine Veräußerlichung des Arbeitsschulgedankens, 26/1955; Gedichtbetrachtung, 26/1964.